# Rideskolen (dokumentarfilm)
|  | Denne artikel er oprettet af botten Steenthbot ud fra en ekstern database. Den kan derfor have sproglige fejl eller mangler. Denne skabelon kan fjernes efter kontrol af indholdet. |

Rideskolen er en dansk dokumentarfilm fra 1998 instrueret af Vibe Mogensen efter eget manuskript.

## Handling
Rideskolen er hele verden for mange piger. I hvert fald for Misse på ni år - "Når jeg rider på Frederik bliver jeg glad indeni", og Emilie på tolv - "Det var kærlighed ved første blik". De er to af Gentofte Sportsrideskoles hesteglade piger. Den første drømmer om at blive hestetrækker og den anden om at eje en hest og blive konkurrencerytter. Men det er dyrt at eje eller have part i heste. Og skæbnen blander kortene, så det bliver Misse, som rider, og Emilie, der trækker Frederik ved en minikonkurrence på skolen. Men træningen og sliddet fortsætter. Ligeledes gør drømmene og håbet.